# Catawba (cépage)
Le catawba est un cépage nord-américain, planté aux États-Unis, au Canada (Ontario), au Brésil, en Afrique du Sud et en Australie. Classé dans la catégorie des hybrides producteurs directs, il reste peu connu en France. Il est génétiquement apparenté au concord. Aux États-Unis, il est utilisé dans la production de raisins de table, de vins secs et mousseux, de confitures et de gelées.

## Origines

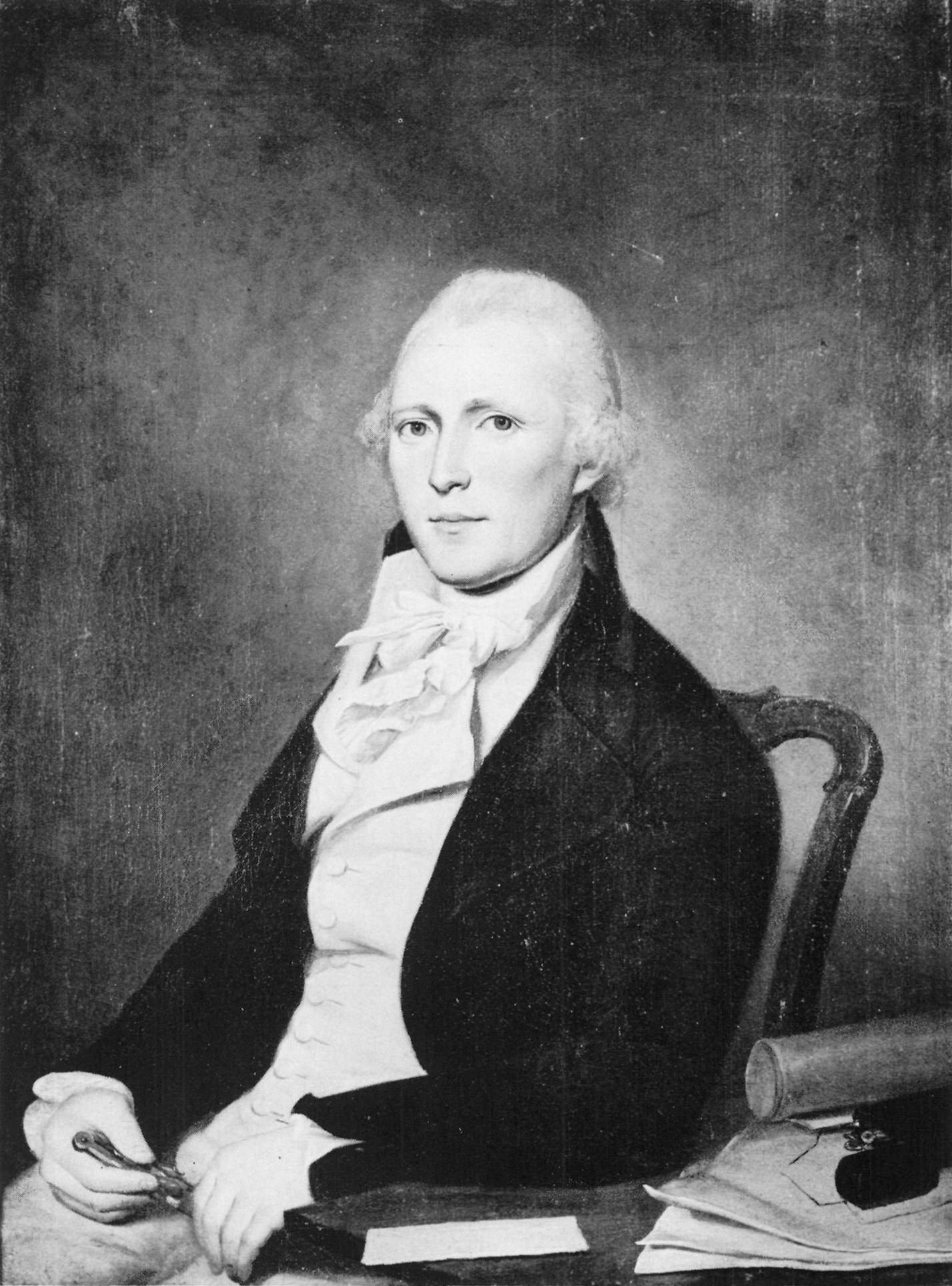
John Adlum (1759-1836)

Le cépage catawba est un des plus anciens cépages américains, apparu, en 1802, en Caroline du Nord. Son inventeur, le major Adlum, fut interpellé par sa saveur moins foxée, moins framboisée que les autres vignes américaines et ses raisins plus gros et plus sucrés. Selon la bibliographie, il s'agirait soit d'un hybride naturel Vitis labrusca * Vitis riparia, soit d'un hybride de vigne américaine (Vitis labrusca) et de vigne européenne (Vitis vinifera) naturalisée. Des recherches génétiques ont finalement permis d'identifier le sémillon, un cépage blanc du Bordelais, comme l'un des ancêtres du catawba, l'autre étant Vitis Labrusca. Son promoteur, Nicholas Longworth I, arrière-grand-père du Président de la Chambre des représentants et gendre de Theodore Roosevelt Nicholas Longworth III, en développe la culture dans l'Ohio et le commercialise d'abord sous la dénomination de Tokay vers 1823, puis comme vin pétillant en 1845. Ce produit connait alors un certain succès auprès des immigrants d'origine allemande. Le cépage donne ainsi son nom au village de Catawba dans l'Ohio.

## Histoire

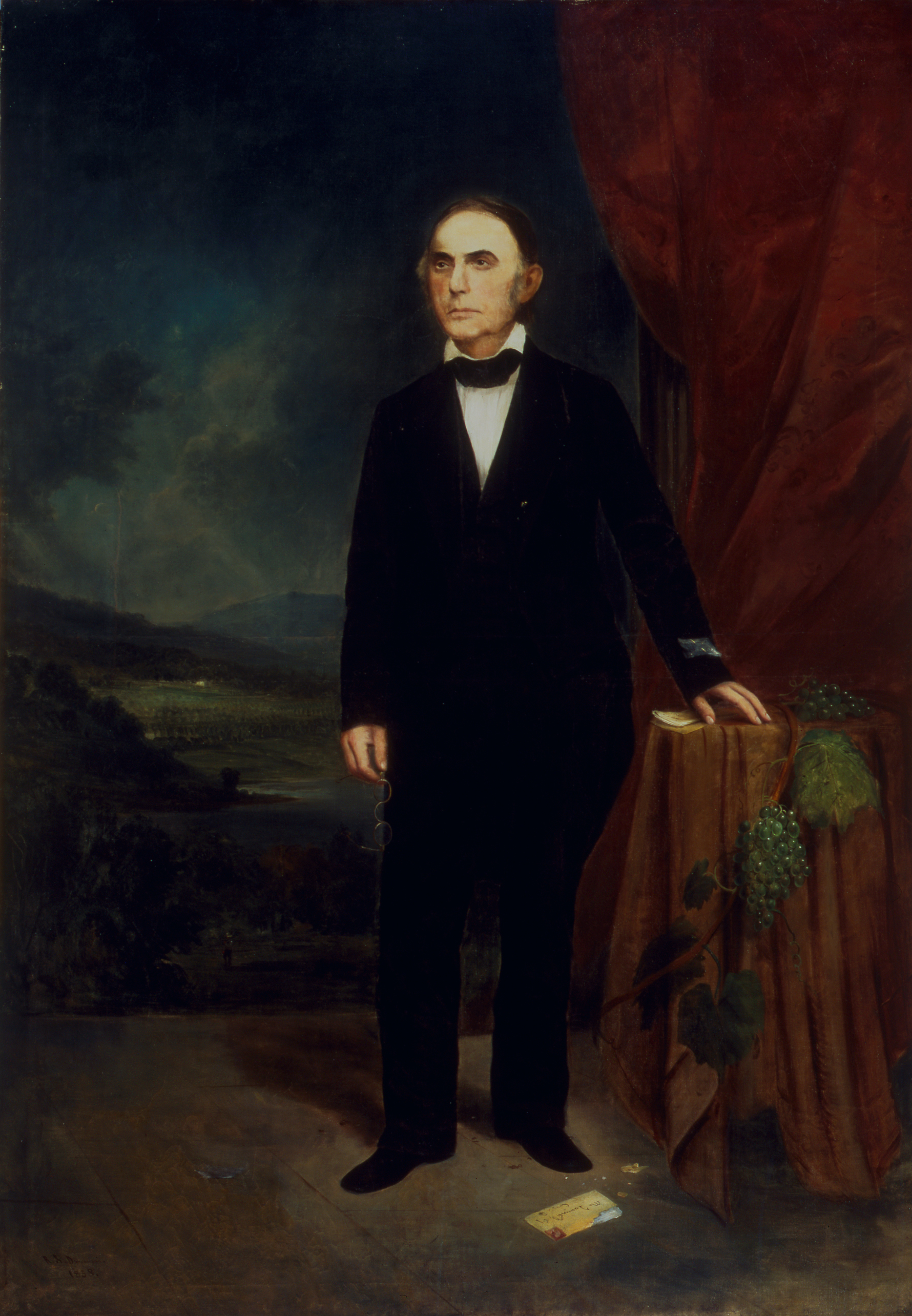
Nicholas Longworth I

En 1859, point culminant de la culture du catawba aux États-Unis, le cépage est cultivé dans la vallée de l'Ohio, le long du lac Érié, dans la région viticole des Finger Lakes au Nord de l'État de New-York. Après la guerre civile américaine, le cépage périclite concurrencé par le concord. En Ontario, les premières plantations canadiennes sont réalisées par des fermiers du Kentucky sur Pelee Island, également appelée Catawba Island . Sa culture périclita à partir de 1929, période de prohibition limitant la viticulture en Ontario et qui perdura jusqu'en 1974.
Le cépage apparaît au Brésil au XIXe siècle, introduit avec d'autres cépages nord-américains (Isabelle, Concord, Niagara, Alexander et Delaware).
Vers 1950, un viticulteur franco-américain du nom de Charles Fournier découvre dans son vignoble des Fingers Lake un plan mutant rosé de ce cépage, offrant la possibilité de produire des vins à la robe plus claire que le catawba d'origine, qu'il baptisa Pink catawba. Il commença à produire un mousseux rosé qui fut le premier vin non californien récompensé par une médaille d'or à la foire de Sacramento.

## Synonymes

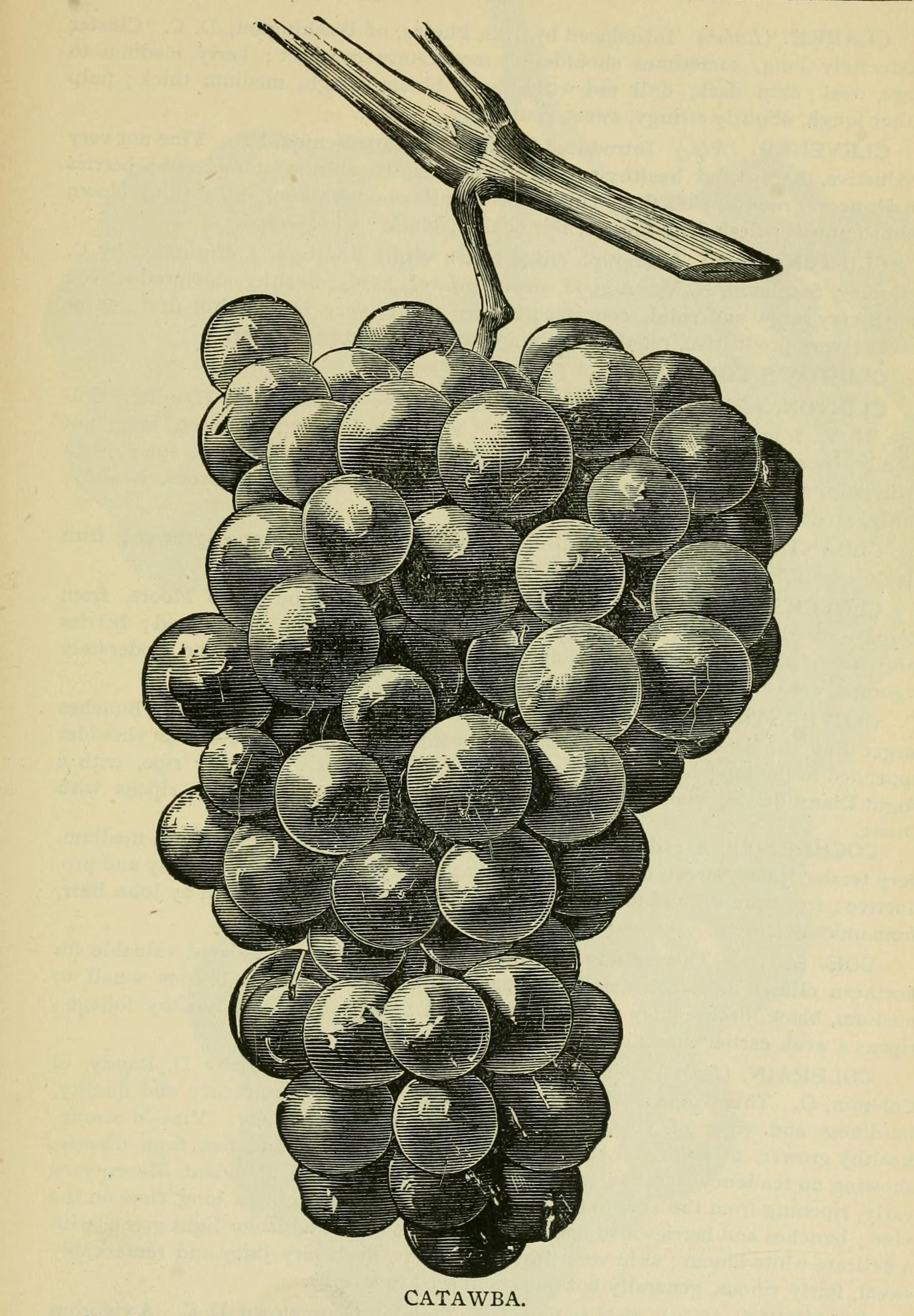
Catawba (1893).

39 synonymes sont répertoriés dans le Vitis International Variety Catalog du Julius Kühn-Institut : 
- Arkansas
- Catalan Roxo
- Captraube Rote
- Catalan
- Catalan Rojo
- Catawba Rosa
- Catalan Roxo
- Catowba Tokay
- Cherokee
- Fanches
- Francher
- Francher Kello White
- Francher Kells White
- Keller's White
- Lebanon
- Lebanon Seedling
- Lichigan
- Lincoln
- Lincolun
- Meads seedling
- Mecleron
- Merceron
- Michigan
- Muncy
- Mincy Pale Red
- Munipale Red
- Omega
- R'd Muncy
- Red Muncy
- Rose of Tenessee
- Rote Captraube
- Sarato A
- Saratoga
- Singleton
- Tekomah

## Le Catawba dans la Culture

### Œuvres littéraires
Le poète romantique américain Henry Wadsworth Longfellow a dédié un poème au vin issus de ce cépage ayant pour titre Ode to the Catawba Wine dans le recueil Birds of passage (1858).
Le vin de catawba est cité dans le roman inachevé La Femme assise de Guillaume Apollinaire (1920).

### Série télévisée
Dans la série télévisée canadienne Les Enquêtes de Murdoch, le catawba est au cœur d'une fraude lors de l'épisode Crime-œnologie (Merlot mysteries 2017 - épisode n°2/18). Le vin prétendument européen est identifié par un expert grâce à ses arômes de framboise caractéristiques d'une vigne américaine.